# Almagres
Almagres är en ort i Mexiko.   Den ligger i kommunen Sayula de Alemán och delstaten Veracruz, i den sydöstra delen av landet, 500 km öster om huvudstaden Mexico City. Almagres ligger 37 meter över havet och antalet invånare är 2 069.
Terrängen runt Almagres är platt. Runt Almagres är det ganska glesbefolkat, med 29 invånare per kvadratkilometer. Närmaste större samhälle är Acayucan, 15,8 km norr om Almagres. Omgivningarna runt Almagres är en mosaik av jordbruksmark och naturlig växtlighet.